# Doronomyrmex pacis
Doronomyrmex pacis là một loài kiến thuộc họ Formicidae. Đây là loài đặc hữu của Thụy Sĩ.